# Lycium acnistoides
Lycium acnistoides är en potatisväxtart som beskrevs av August Heinrich Rudolf Grisebach. Lycium acnistoides ingår i släktet bocktörnen, och familjen potatisväxter. Inga underarter finns listade i Catalogue of Life.